# El demonio en la sangre
El demonio en la sangre es una película en blanco y negro de Argentina dirigida por René Mugica según su propio guion escrito sobre el argumento de Augusto Roa Bastos y Tomás Eloy Martínez
que se estrenó el 19 de junio de 1964 y que tuvo como protagonistas a Ubaldo Martínez, Rosita Quintana, Ernesto Bianco y Wolf Rubinsky. Fue galardonada con el Premio a la mejor película en idioma castellano en el Festival Internacional de Cine de Mar del Plata de 1964.
Escenas del último episodio de la película se filmaron en el sótano de la quinta Los Granados ubicada en la localidad de Don Torcuato en la provincia de Buenos Aires, propiedad de Natalio Félix Botana, el millonario propietario del periódico Crítica en cuyos  piso, paredes y techo en forma de bóveda el pintor David Alfaro Siqueiros había realizado, durante los meses que estuvo en Argentina en los años treinta, el famoso mural de 200 metros cuadrados, Ejercicio Plástico, con la colaboración de los pintores argentinos Lino Enea Spilimbergo, Antonio Berni, Juan Carlos Castagnino y el pintor uruguayo Enrique Lázaro.

## Sinopsis
La influencia satánica en tres historias: la violencia de un boxeador cuyo mánager carece de escrúpulos, la culpa en una pareja de amantes y el juego de seducción de un hombre sobre una mujer casada.

## Reparto
- Ubaldo Martínez
- Rosita Quintana
- Ernesto Bianco
- Wolf Rubinsky
- Miguel Segovia
- Hilda Mayo
- Arturo García Buhr
- Pinky
- Lydia Lamaison
- Graciela Dufau
- Jorge de la Riestra
- Mario Savino

## Comentarios
La Nación comentó: 

”El film es sumamente irregular. Ninguno de los tres relatos ha sido construido con equilibrio o coherencia narrativa. El único episodio que contiene algunas sugerencias interesantes, en cuanto al tema de fondo, es el primero.”

Clarín dijo: 

”Una idea general buena con algunos altibajos en el tratamiento pero que nunca deja indiferente al espectador.”

Por su parte Manrupe y Portela escriben: 

”La violencia, la culpa y la lujuria en un asunto pobre que no pudo salvar la técnica de Mugica. El film está aparentemente perdido.”